# Evangelii nuntiandi
Evangelii Nuntiandi (укр. проголошення Євангелія, проголошуючи Добру новину) — апостольський лист Папи Павла VI про євангелізацію в сучасному світі оголошений 8 грудня 1975 року. Він підтвердив велику ролю кожного християнина, не лише висвячених служителів (дияконів, пресвітерів, єпископів — священиків), або релігійних чи професійних церковних службовців (чернецтво) у поширенні Євангелія Ісуса Христа.

## Історія
Павло VI скликав синод на засідання у вересні 1974 року, щоби визначити, що означає для католиків «євангелізація». Цей заклик, що з'явився наприкінці 1975 року, відображає роботу цього синоду. Назва, хоча і давня, для багатьох була неоднозначною. «Євангелії нунціянді» дала теологічні принципи, щоби керувалися християни розуміння того, що розуміється під терміном «євангелізація» та як воно застосовується до пересічного католика. При цьому в документі підкреслювалося, що сучасний світ наголошує на образах більше, ніж на словах. Таким чином, світ повинен бачити свідків нового можливого способу життя, щоби ознайомитися з Доброю новиною (Євангелієм)
Цей папський лист вперше був написаний після Синоду єпископів. За обсягом Павло VI можна також присвятити окрему енцикліку цій темі. Однак після енцикліки Humanae vitae Папа вирішив не публікувати подальші енцикліки, щоби підкреслити особливу серйозність саме цього тексту.
На час Синоду архієпископ Краківський та майбутній Папа Іван Павло ІІ кардинал Кароль Войтила був консультором Папської ради у справах мирян. Він виступав генеральним доповідачем й секретарем синоду й активно брав участь в розробці «Evangelii nuntiandi».

## Зміст
У перших шести розділах він описує Христа як автора євангелізації, Церкву та її представників як носіїв євангелізації, а також зміст євангелізації, способи, методи та адресатів, слухачів доброї новини.
Заключний сьомий розділ стосується духу євангелізації. Це повинно відбуватися справді в силі Святого Духа і має спрямовуватися на єдність у вірі. Відданий правді та натхненний любов'ю, він повинен поважати релігійну та духовну ситуацію людей, які євангелізуються. Повага до власного способу життя, що не варто перевантажувати. Повага до їхньої совісті та переконань, які не повинні бути понівеченими. Проголошення Євангелія — це слово, яке рятує.

## Витяги із заклику
- Насправді євангелізація — це благодать і покликання, що належить Церкві, її найглибшій ідентичності. Вона існує для євангелізації, тобто для того, щоби проповідувати й навчати, бути каналом дару благодаті, примиряти грішників з Богом та увічнити Христову жертву в Месі (Літургії), яка є пам'яткою Його смерть і славного Воскресіння[6]
- Церква є депозитарієм Гарної Звістки[en], яку потрібно проголосити. Обіцянки Ново-Завітнього союзу в Ісусі Христі (нового союзу з Богом), вчення Господа та апостолів, Слово життя, джерела благодаті та Божої люб'язної доброти, шлях спасіння — усе це було покладено на неї. Саме зміст Євангелія, а отже, і євангелізацію, вона зберігає як дорогоцінну живу спадщину не для того, щоби зберігати її прихованою, і для того, щоби передавати її[7].

## Думка Папи Франциска
Папа Франциск назвав «Evangelii nuntiandi»
|  | ...найбільшим пасторальним документом, написаним на сьогодні. |

І скеровував читання та перечитування «Evangelii nuntiandi» серед єпископів та кардиналів. [8] А у своєму першому апостольському заклику «Evangelii Gaudium» він цитував «Evangelii nuntiandi» в розділі про народне благочестя.

## Ставлення до нової євангелізації
«Evangelii nuntiandi» часто згадують як джерело нової євангелізації Католицької Церкви, яку Папа Іван Павло ІІ описав як заклик до кожної людини поглибити власну віру в Бога, повірити в послання Євангелія та самому проголосити прийняту добру новину як визнання. У центрі уваги Нової Євангелізації заклик усіх бути євангелізованими, а потім рухатися до євангелізації інших. Вона зосереджена на повторній пропозиції прийняти Євангеліє тим, хто пережив кризу віри. За даними 2008 року в Центрі прикладних досліджень щодо дослідження Апостольства, лише 23 % американських католиків регулярно відвідують Месу (Літургію) раз на тиждень, але 77 % самоідентифікують себе й пишається тим що є католиками. Нова Євангелізація запрошує кожного католика відновити свої стосунки з Ісусом Христом та його Церквою. Він прагне дати усім католикам сили змінити своє власне життя як нове життя во Христі через дари віри, надії й любові.